# Marc Ruhe
Marc Ruhe (10 de febrero de 1973) es un deportista liechtensteiniano que compitió en triatlón. Ganó una medalla en el Campeonato Mundial de Triatlón de Invierno de 2002, y tres medallas en el Campeonato Europeo de Triatlón de Invierno entre los años 2001 y 2003.

## Palmarés internacional
| Campeonato Mundial | Campeonato Mundial    | Campeonato Mundial | Campeonato Mundial |
| Año                | Lugar                 | Medalla            | Prueba             |
| ------------------ | --------------------- | ------------------ | ------------------ |
| 2002               | Brusson (Italia)      | Medalla de oro     | Individual         |
| Campeonato Europeo |                       |                    |                    |
| Año                | Lugar                 | Medalla            | Prueba             |
| 2001               | Lago Achen (Austria)  | Medalla de bronce  | Individual         |
| 2002               | Lago Achen (Austria)  | Medalla de oro     | Individual         |
| 2003               | Donovaly (Eslovaquia) | Medalla de plata   | Individual         |